# Rauwolfia serpentina
Rauwolfia serpentina, Raiz de cobra indiana ou pimenta do diabo é uma espécie de flor na família Apocynaceae. É nativa do subcontinente indiano e Ásia Oriental (de Índia para Indonésia)
Rauvolfia é um arbusto suburbano perene, amplamente distribuído na índia nos trilhos sub-Himalayas de até 1.000 m, bem como as faixas mais baixas dos Gates Orientais e Ocidentais e nas  Ilhas Andamans.
Os antigos hindus já utilizavam o extrato de uma planta chamada Rauwolfia para combater desde insônias a distúrbios mentais. Esta planta produz o alcalóide reserpina, que passou a ser vendido na forma pura em 1954. Em 1981, entretanto, o EPA dos EUA classificou a droga como carcinogênica. Desde a segunda metade deste século, novas tipos de drogas foram produzidas para combater estas psicoses. Os tipos são classificados de acordo com a sua finalidade. As mais comuns são as dos grupos dos tranqüilizantes e dos antidepressivos. Os tranquilizantes estão entre os remédios mais receitados por médicos. O meprobamato (Equanil e Miltown) é a droga mais popular. Este tranquilizante pertence à classe dos carbamatos, que são ésteres do ácido carbâmico (ácido aminofórmico). O carisoprodol (Soma) é outro carbamato popular, e é um forte relaxante muscular.
INDICAÇÃO: Tranquilizante, calmante cardíaco, antitérmico, sedante e para o tratamento de psicoses.

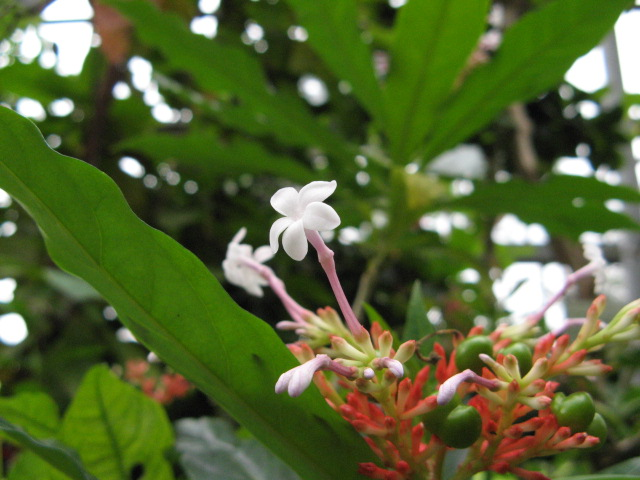
Flores

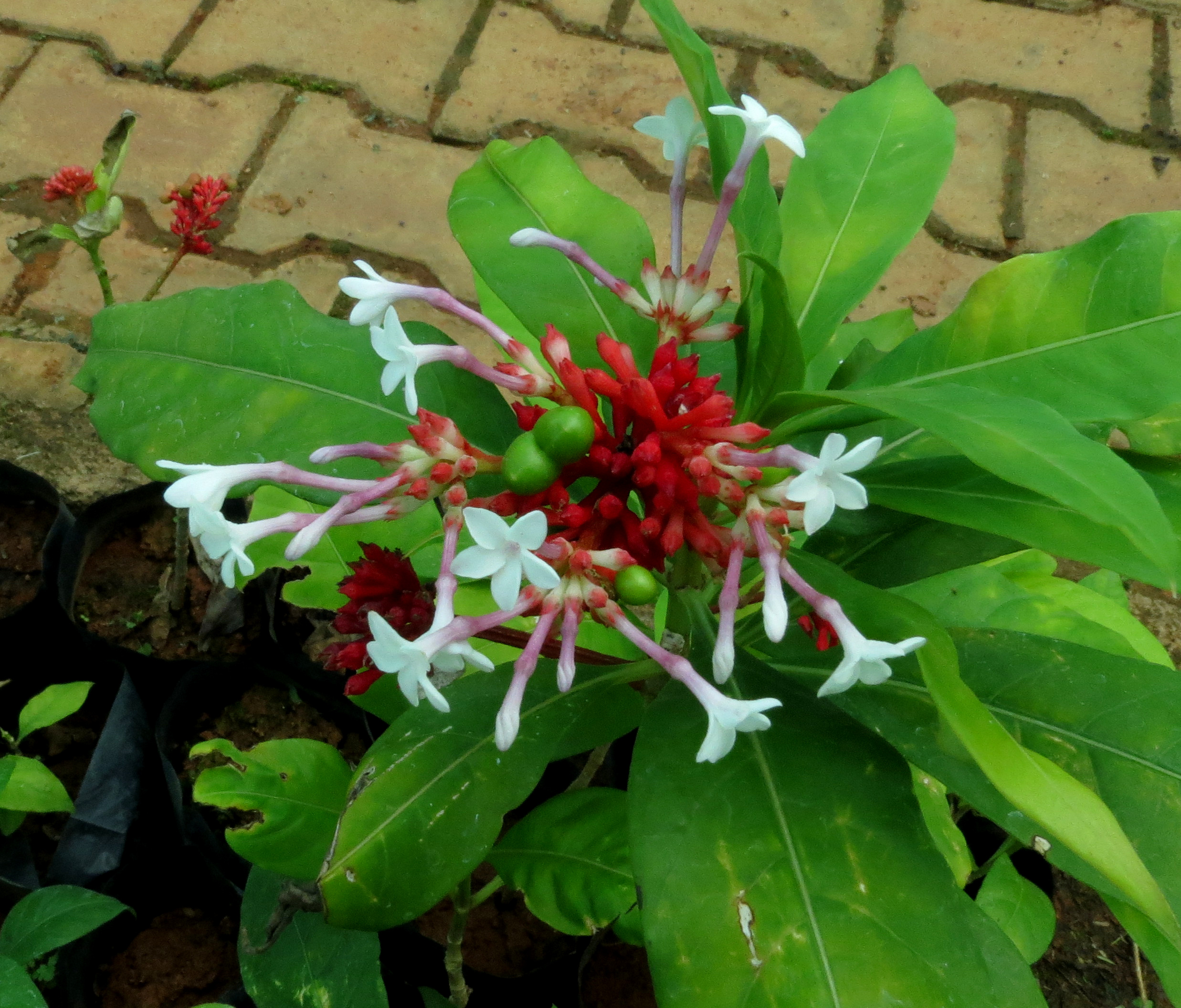

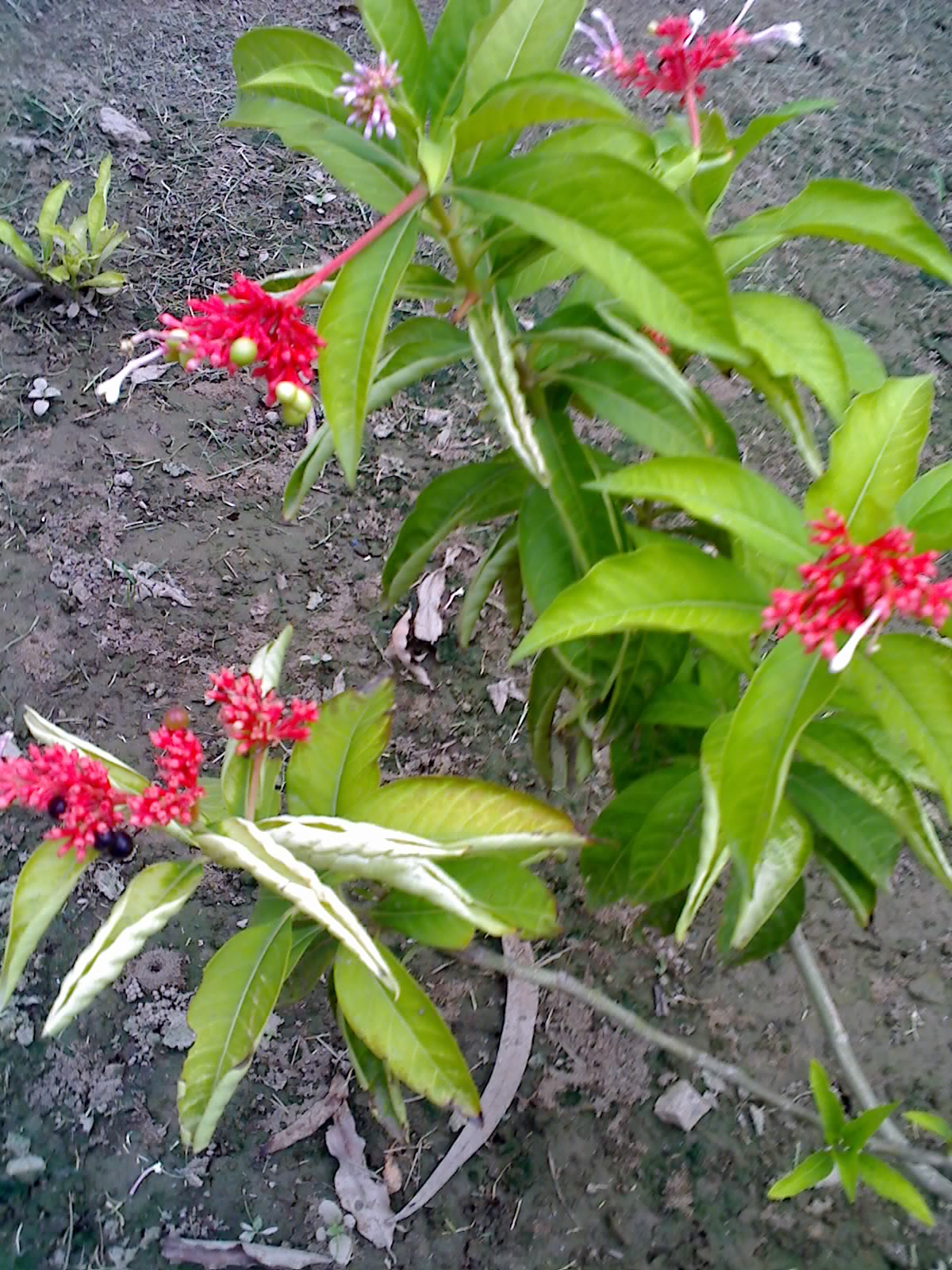

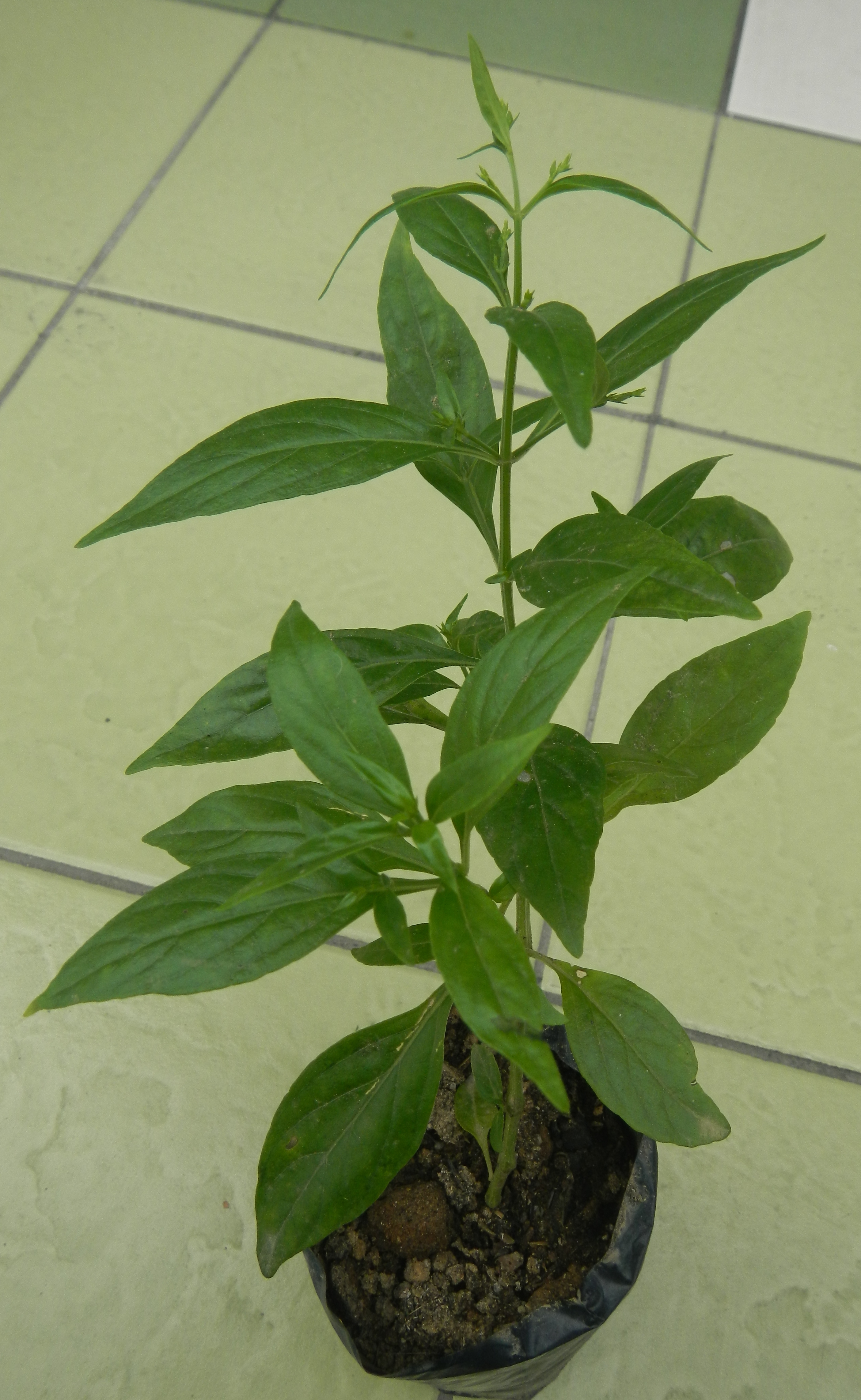
Vista da planta

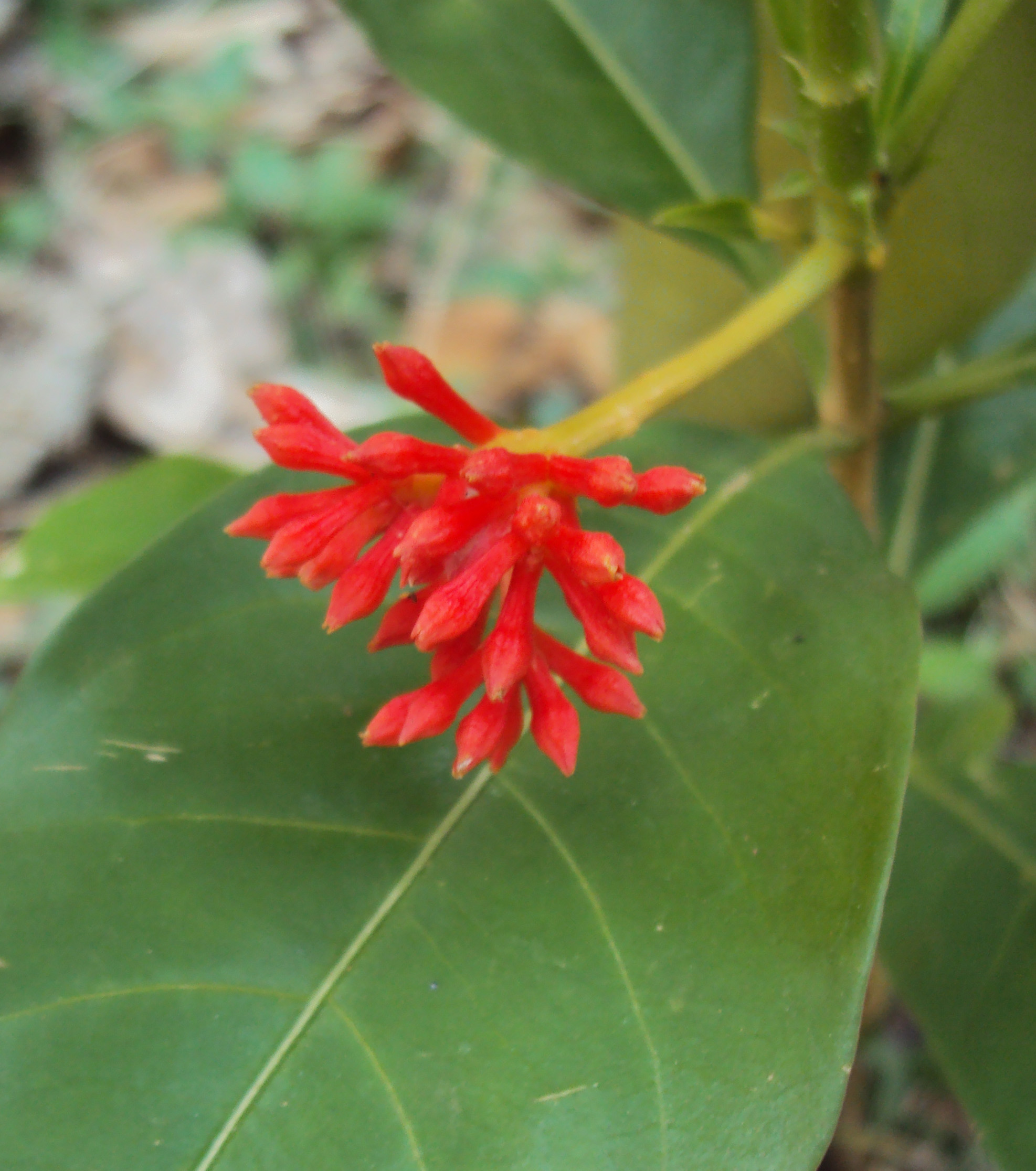
Inflorescência

## Nomes vernaculares
Inglês: serpentine wood
Bengali: Chandra; Hindi: Chandrabagha, Chota chand;
Canarês: Patalagondhi, Sarpagandhi, Shivavabhiballi, Sutranavi;
Malaiala: Chuvanna-vilpori, Suvapavalforiyan;
Marata: Harkaya, Harki;
Oriá:Patalgarur, Sanochada;
Tâmil: Chivan amelpodi;
Telugo: Paataala garuda, Paataala goni;
urdu: Asrel.
indonésio : pule pandak;

## Composição química
Rauvolfia serpentina A planta contém 200 alcaloides da família indol. Os alcaloides principais são ajmalina, ajmalicina, ajmalimina, deserpidina, indobina, indobinina, reserpina, reserpilina, rescinnamina, rescinnamidina, serpentina, serpentinina e yohimbina.

## Medicina tradicional
O extrato da planta usou há milênios em Índia. Alexandre o Grande administrou esta planta para curar seu general Ptolemeu I Sóter de uma flecha envenenada. [carece de fontes?] Foi relatado que Mahatma Gandhi tomou esta planta como um tranquilizante durante a sua vida.  A planta contém reserpina, que foi usada como uma droga farmacêutica na medicina ocidental de 1954 a 1957 para tratar a pressão arterial elevada e distúrbios mentais, incluindo esquizofrenia.
É uma das 50 ervas fundamentais usadas na medicina chinesa tradicional, onde tem o nome shégēn mù (chinês: 蛇根木) or yìndù shémù (chinês: 印度蛇木).
A planta também é útil em certas condições ginecológicas, como frigidez pré-menstrual e síndrome da menopausa.